# 虚幻世界
虚幻世界（英語：UnReal World）是一个免费（在2013年之前为共享软件），也可在Steam平台购买的roguelike类型的生存游戏，背景设定于铁器时代的芬兰。本游戏最初版本发布于1992年，更新至今。最近一次更新于2017年3月。

## 游戏性
本游戏设定于一个非常现实主义的游戏世界，充满丰富的芬兰神话与民间传说元素。与标准的人物职业不同，你扮演的是十个芬兰部落之一的成员，使用诸如钓鱼、木工、追踪脚印、草药鉴别等生活技能，以及使用弓、匕首、连枷、投矛等多种武器，选择自己合适的生存方式，并与各部落的成员进行交易和合作。
本游戏同时具有实时制和回合制元素。游戏主要目标为生存。游戏中的意外事件比如暴风雪、好战民族的袭击、发怒的熊可以使你的游戏角色很快死亡。《虚幻世界》的注重点是模拟一个对大多数玩家来说生存是首要挑战的严酷自然环境。游戏模拟了许多细节，比如身体各部位的冻伤。游戏世界中包含了各种动物、文化、植被和气候，玩家可以自由地在游戏世界中漫步，并进行非常广泛的活动，如打猎、剥皮、建造藏身处等等。

## 画面
游戏画面由2D精灵组成，精灵具有一些动画效果，单位的面向方向使用一个小箭头来表达。游戏画面分辨率为800*600。

## 开发历史
1.00版本的虚幻世界完成于1992年，其更像一个传统的roguelike游戏（如ADOM），由ASCII字符所组成的中世纪奇幻游戏世界中，拥有精灵、兽人、法师、魔法药水、地牢等元素。游戏的开发一直持续到1995年，之间经过一次用C语言的完全重写。即使在最初的几个版本中，也体现出了目前版本游戏中的精髓，这包括多样的战斗选项、瞄准攻击、界面布局、开放式的游戏、随机生成的荒野地图、村庄、地牢和它们的特点、野外生存技能（钓鱼，跟踪，觅食等），并引进“早期文化”背景，取代高奇幻风格的种族和职业。
1996年-1998年（V2.9-2.20）期间，游戏经历了更多有关野外生存、声音、图形、以及历史背景的发展。加入了温度和降水系统，为了买卖毛皮衣服所必要的手工艺技能，以及建立藏身处的能力。游戏人物变得可以感到饥饿，还增加了许多在生物地理上分布准确的动物，包括熊、狼、鹿、海狸、鲑鱼、狐狸、江鳕、白鼬、欧洲臭鼬等。动物和物品可以在整个游戏世界中存留和被追踪，而不是当放大区域地图时才有条件地出现。剩余的高奇幻元素被写实的铁器时代芬兰-乌戈尔神话和文化所取代。添加了额外的NPC文化圈部落，所完成的十个仍然存在于在目前版本中。声音效果和音乐首次出现，画面完全从ASCII字符转换为基于精灵的图形显示。
1999年，游戏开始从DOS平台过渡到Windows平台，从而可以使用更多的内存和排除Windows兼容性问题，分辨率也有所增加。游戏的一个版本以CD-ROM出版，更名为“铁器时代”（"Iron-age Now"），并分发到芬兰的图书馆作为一种教育工具。
2000年-2004年（V2.40-2.80）期间，开发者感到一种“想越来越深地去挖掘古代芬兰文化根源的强烈欲望”，从而进行了许多更改。添加了音乐和照片来表现原始的铁器时代的环境和当地人的传统，删除了货币系统，原有的“丰富的外来制品”和金属制品进行了调整，添加了新类型的动物陷阱，玩家开始可以进行农业活动，手工艺技能进行了扩展，让玩家可以生产毛皮和皮革等。这些更改进一步让游戏重点集中在自给自足的生存活动上。
游戏的下一个技术飞跃发生在2005年，它被移植为利用了SDL库的原生Windows程序。这个变化，使游戏可以跨平台开发并带来更好的Windows兼容性，为此重做和重画了大部分游戏内容，包括升级并添加了游戏的音效和音乐。新平台还实现了24位真彩色（以前是256色）和鼠标的支持。
当前的主要版本3.X开始于2007年。接下来两年的各次更新（直到3.11）带来了更多的更改，包括用户界面、图形风格和声音情景。游戏世界被做得更大，运行速度优化得更快。许多图形被重新绘制，并添加了新的地貌类型以及新种类的植物、蘑菇和浆果，改进了NPC与动物的AI，扩展了对话框选项，还可以让玩家对同伴发号施令。
2009年，地形系统大幅修改，并进一步改良NPC和动物的AI。游戏世界扩大为以前的6倍，新的地形类型与海拔高度概念被添加。开发者Sami认为此版本是“本游戏史上最大的核心要素大修”。

## 评价
纵观这些年来，虚幻世界一直以其深度、写实性、所营造的氛围和玩家的沉浸度被人们所称赞。Home of the Underdogs评级其为“Top Dog”。IndieDB.com投票得分为9.7。